# Galvanização

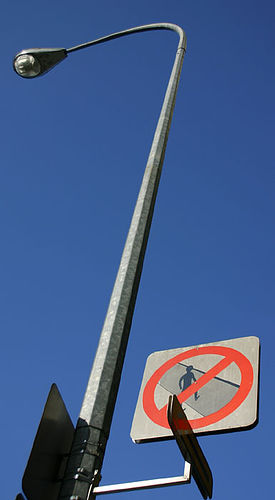
Um poste de iluminação mostrando a característica flor de galvanização

A Galvanização é o processo de aplicação de uma camada protectora de zinco ou ligas de zinco a uma superfície de aço ou ferro de modo a evitar a corrosão destes. O método mais comum é a galvanização por imersão a quente (hot-dip galvanizing ou HDG) no qual as peças ou estruturas são mergulhadas num banho de zinco fundido.
A Galvanização protege o aço de duas maneiras distintas:
- Forma um revestimento resistente à corrosão que evita a corrosão do substrato metálico;
- O Zinco é usado como um ânodo de sacrifício de maneira a que se a superfície for danificada e o aço exposto, ele continua protegido pelo restante Zinco que se corrói, mantendo o Aço intacto.

## História e etimologia

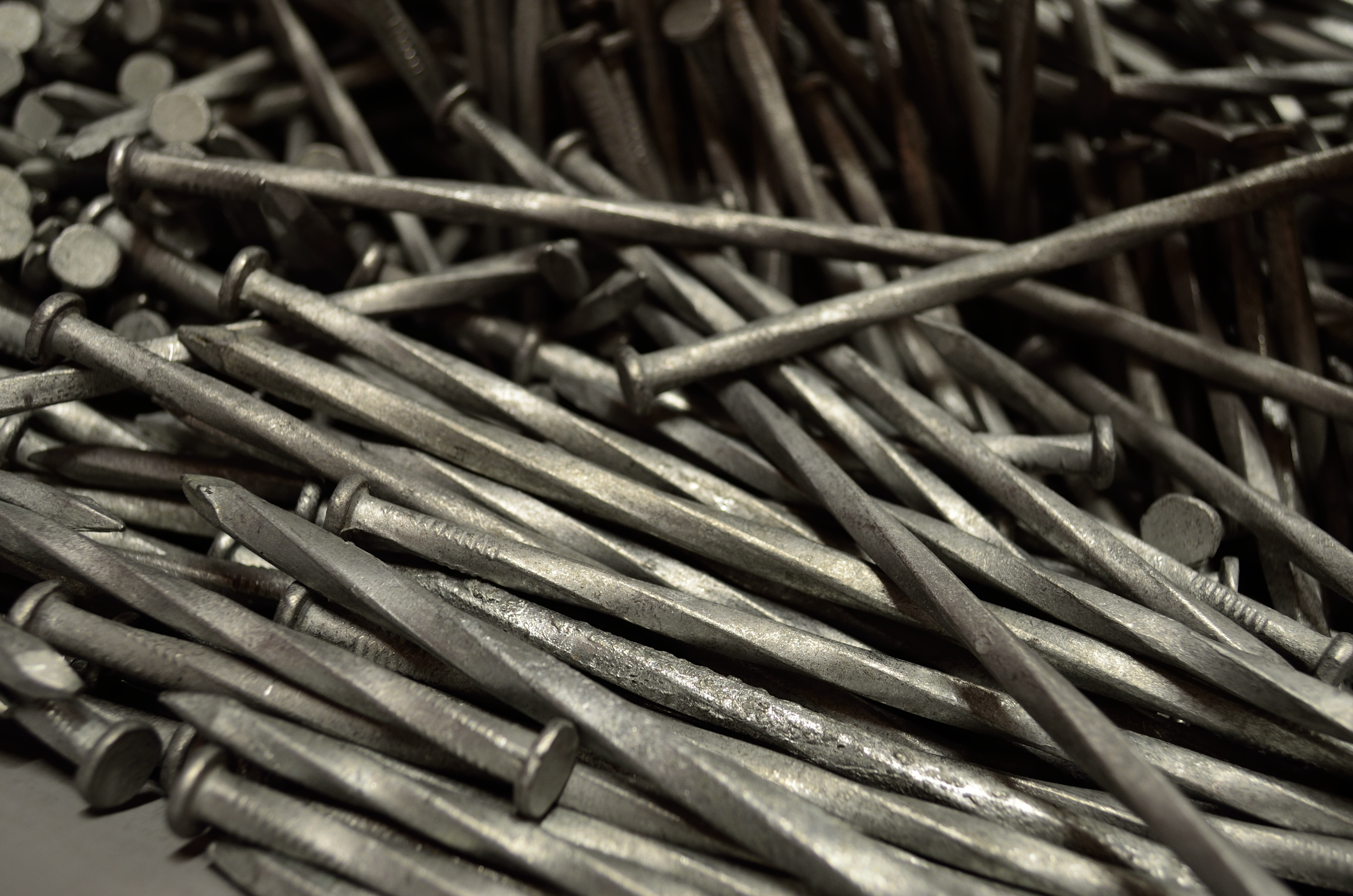
Pregos galvanizados

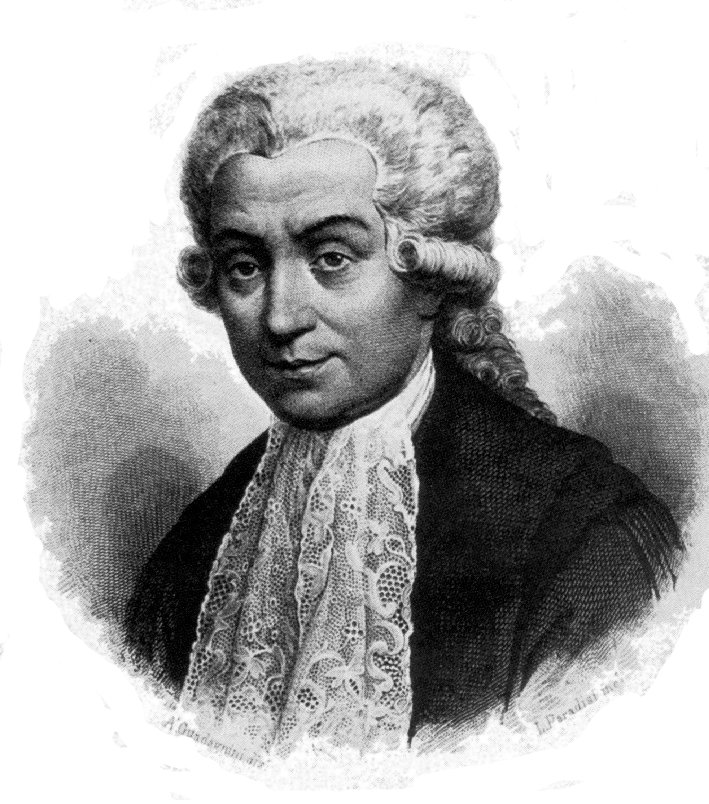
Luigi Galvani.

O zinco começou a ser usado na construção desde o Império Romano. A utilização de Zinco como revestimento protector de estruturas em ferro, tem a sua origem na Índia e a primeira evidência advém de armaduras indianas do século XVII existentes no Museu real de armas e armaduras, no seu pólo de Leeds.
O primeiro registro histórico científico de galvanização ocorreu em 1742 quando um químico francês, Paul Jacques Malouin apresentou à Royal Society várias experiências envolvendo o revestimento de zinco fundido de peças de ferro. No entanto teria que se esperar quase 100 anos até que a primeira patente de galvanização ser depositada por Stanislaus Modeste Sorel em 1837. O processo de Sorel era bastante parecido ao usado hoje em dia.
O termo galvanização provém da língua francesa e tem origem no nome do cientista italiano Luigi Galvani que descobriu o efeito Galvânico em metais e foi usado por Sorel para descrever o mecanismo de protecção do aço por revestimento de zinco. O termo galvanização generalizou-se de modo a que hoje em dia significa o revestimento de peças com zinco ou ligas de zinco, com a exclusão de outros metais.
O processo de Sorel seria optimizado e a galvanização generalizou-se no resto do século XIX e XX.
Em 1850, o Reino Unido consumia cerca de 10 mil toneladas de zinco em ferro galvanizado.
Actualmente e apenas nos Estados Unidos são consumidas anualmente 600 mil toneladas de zinco em galvanização.

## Métodos de galvanização

### Galvanização por imersão a quente
É um processo de revestimento em que a peça/estrutura a proteger é mergulhada num banho de Zinco ou liga de Zinco fundido.
O fluxo do processo de Galvanização a quente é o seguinte:

#### Desengorduramento
Consiste na imersão da peça num banho desengordurante que pode ser alcalino a quente ou ligeiramente ácido. O objectivo é a completa remoção de lixos e outros contaminantes superficiais, como lubrificantes, massas consistentes, marcações de fabrica etc.

#### Decapagem Ácida
Após passar por etapas de enxaguamento intermédias, a peça é mergulhada num banho ácido (ácido sulfúrico a quente ou ácido clorídrico a frio) que tem por objectivo a remoção total de óxidos (calamina, Ferrugem) presentes na superficie da peça. Após a decapagem a peça é mergulhada em água para neutralizar o seu pH.

#### Fluxagem
O objectivo da fluxagem é depositar na superfície da peça uma camada de cloreto de zinco e cloreto de amónio que se destina a remover os óxidos que se formaram na superfície após a decapagem e impedir a formação de corrosão antes da imersão da peça no banho de zinco. Após a fluxagem, a peça pode ou não ser secada.

#### Banho de zinco
A peça é mergulhada num banho de zinco que contém pelo menos 98% de zinco com outros aditivos, e que se encontra a cerca de 450 °C. A peça permanece dentro do banho até que atinja a temperatura do banho. Durante a imersão o zinco do banho reage com o ferro do aço e forma uma série de camadas de liga intermetálica Zinco-Ferro, metalurgicamente ligadas.

#### Arrefecimento
Após a sua remoção do banho de zinco, as peças são Arrefecidas ao ar ou por imersão em água ou solução de passivação.
No caso da galvanização de porcas e parafusos, e outras peças muito pequenas, as mesmas são colocadas num tambor rotativo que é sucessivamente passado pelas várias fases do processo. Após a sua imersão no banho de zinco, o tambor é removido do banho e centrifugado a alta velocidade para remover o excesso de zinco que não reagiu com o Aço.
A galvanização por imersão a quente encontra-se normalizada pelas seguintes normas:
- NP EN ISO 1461:2012 - Revestimentos de zinco por imersão a quente sobre produtos acabados de ferro e aço; Especificações e métodos de ensaio;
- NP EN ISO 10684:2013 - Elementos de fixação; Revestimentos por galvanização a quente;
- NP EN 10346:2015 – Galvanização por imersão em Zinco quente de produtos planos de aço para conformação a frio;
- NP EN 10240:1998 - Revestimentos para protecção interior e/ou exterior de tubos de aço; Especificações para os revestimentos de galvanização por imersão a quente em instalações automatizadas;

### Galvanização por imersão em banho de zinco electrolítico
É um processo de revestimento onde os ions de zinco numa solução, ligados ao pólo positivo de um circuito eléctrico (ânodo) são levados através de um campo eléctrico a revestir uma peça ligada ao pólo negativo (cátodo). Sendo o zinco reduzido na forma de depósito superficial sobre a peça a proteger.
A galvanoplastia de zinco é normalizada pela norma EN ISO 2081:2008 - Metallic and other inorganic coatings; Electroplated coatings of zinc with supplementary treatments on iron or steel.

### Cementação pelo zinco (sheradizing)
É um processo de galvanização de superfícies ferrosas que consiste no aquecimento a 500 °C, num tambor rotativo, de peças metálicas (pequenas) conjuntamente com Zinco em Pó e um inerte. Acima de 300 °C o Zinco vaporiza e difunde-se para dentro do substrato ferroso formando camadas de liga intermetálica Zn-Fe.
A cementação pelo Zinco é normalizado pela norma EN 13811:2003 - Sherardizing; Zinc diffusion coatings on ferrous products; Specification;
Tecnicamente falando não são considerados como métodos de galvanização, a popularmente conhecida Galvanização a frio, que se trata de tinta de zinco em aerossol, destinada a pequenos retoques em peças galvanizadas. A pulverização térmica de zinco, também conhecida por metalização também não pode ser considerada como um método de Galvanização.

### Processo contínuo de galvanização
É um processo de galvanização que é utilizado para o revestimento de chapas de aço e apesar de ser um processo contínuo pode ser subdividido e  e possui as seguintes etapas conforme ABM :
Tesoura de entrada: tem a função de cortar a parte da bobina danificada no manuseio e no transporte.
Máquina de soldagem elétrica: utilizada para soldar as chapas, garante o processo de forma contínua.
Acumulador de entrada: acumula a chapa para manter a seção do processo contínua.
Desengraxe: procedimento utilizado para a retirada de óleo e finas partículas de ferro que permanecem na chapa após a laminagem a frio. A remoção é feita com uma solução de soda cáustica e água desmineralizada, por meio de três etapas: alcalina (aplica-se  a solução sobre a chapa), eletrolítica (utiliza a mesma solução associada a descargas elétricas) e mecânica (aplicação de escovas para remoção das partículas).
Obs.: Existem alguns processos que utilizam somente a limpeza alcalina e a mecânica.
Enxaguamento: aspersão de água desmineralizada nas chapas.
Secagem: feito com ar quente.
Forno de recozimento: serve para restaurar as características mecânicas (resistência) do aço. O aquecimento mantém-se entre 730º e 830 °C, e a atmosfera é formada por hidrogênio (5%) e nitrogênio (95%). O forno está divido em quatro zonas:
1. Aquecimento a gás no interior de tubos radiantes - gera um fenômeno de radiação térmica que provoca o aquecimento da chapa enquanto passa entre os tubos.
2. Encharque ou manutenção da temperatura - o aquecimento é elétrico, e a temperatura da chapa se mantém constante por um período determinado.
3. Resfriamento rápido - trocador de calor com uso de água resfriam a atmosfera e sopradores ajudam a resfriar a chapa.
4. Equalização - aquecedores elétricos asseguram que a temperatura da chapa seja a mesma do zinco no momento do banho.

Banho de zinco: aplicação de revestimento de zinco nas chapas com aquecimento de 460 °C.
Navalha de ar/nitrogênio: retirada da camada de zinco excedente para garantir a espessura de revestimento adequado.
Torre de resfriamento: há uma variação de procedimento de acordo com o tipo de produto.
A chapa passa pelo resfriamento a ar e chega à temperatura de que podem variar de 250 °C à 320 °C, o necessário para evitar a aderência do zinco nos rolos existentes no topo da torre. 
A chapa passa por mais uma zona de resfriamento a ar, antes do resfriamento final no tanque de água.
Medidor da espessura: Controlo automático da espessura do revestimento aplicado.
Laminador de encruamento: tem a função de garantir as propriedades mecânicas do material, imprime a rugosidade especificada pelo cliente e melhora a planicidade da chapa. A operação utiliza uma emulsão de água desmineralizada com óleo.
Cromatização: reveste a chapa com uma fina camada de cromatos por meio de conversão química. O objetivo é otimizar ainda mais a proteção da chapa contra a corrosão.
Acumulador de saída: tem função semelhante à do acumulador de entrada, mas o procedimento é o inverso. O equipamento sobe, assegurando o tempo necessário para corte da chapa e rebobinamento.
Oleadeira eletrostática: Confere a chapa já galvanizada uma fina e controlada camada de óleo.

## Efeito da composição do aço na Galvanização
A grande maioria dos aços são adequados para serem galvanizados, no entanto os seus componentes mais importantes e que influenciam a qualidade da Galvanização são o silício e o fósforo.
À gama de valores da percentagem de silício e fósforo que influenciam negativamente a galvanização chama-se a Gama de Sandelin e situa-se entre 0.03% e 0.14% em peso. Aços com estas características não devem ser galvanizados, porque neste níveis a reacção entre o zinco e o ferro é muito forte, resultando num revestimento muito espesso, irregular e com uma aderência muito baixa. Aços com valores entre 0.15% e 0.35% podem ser galvanizados, mas o revestimento será mais quebradiço e a espessura do revestimento de zinco resultante será sempre muito superior aos aços com níveis entre 0% e 0.03%, devendo por isso ser usados apenas em estruturas que sejam expostas a ambientes muito corrosivos. A percentagem de Fósforo não deve ultrapassar os 0.2%.